# 1110년

## 연호
- 북송(北宋) 대관(大觀) 4년
- 요(遼) 건통(乾統) 10년
- 일본(日本) 덴닌(天仁) 3년 / 덴에이(天永) 원년
- 서하(西夏) 정관(貞觀) 10년
- 리 왕조(李朝) 호이뜨엉다이카인(會祥大慶) 원년

## 기년
- 고려(高麗) 예종(睿宗) 5년
- 북송(北宋) 휘종(徽宗) 10년
- 요(遼) 천조제(天祚帝) 10년
- 서하(西夏) 숭종(崇宗) 25년
- 리 왕조(李朝) 인종(仁宗) 39년